# Djanik Faïziev
Djanik Faïziev (ouzbek : Jahongir Fayziev ; russe : Джаник Файзиев), né le 30 juillet 1961 à Tachkent (RSS d'Ouzbékistan) est un acteur, réalisateur, scénariste, producteur de cinéma soviétique ouzbek puis russe,,. 

## Filmographie

### Réalisateur
- 1988 : Ka-dia (Ка-дя /«Суп из собаки»)
- 1989 : Siz kim siz (Сиз ким сиз?)
- 1992 : Kammi (ru) (Камми)
- 1997 : Vieilles chansons 2 (Старые песни о главном 2)
- 2000 : Arrêt à la demande (Остановка по требованию)
- 2001 : Arrêt à la demande 2 (Остановка по требованию 2)
- 2005 : Le Gambit turc (Турецкий гамбит)
- 2012 : War Zone (Август восьмого)
- 2013 : Bellona (Беллона)
- 2017 : Furious (Легенда о Коловрате)
- 2020 : Cosmoball (Вратарь Галактики)